# Ars (Creuse)

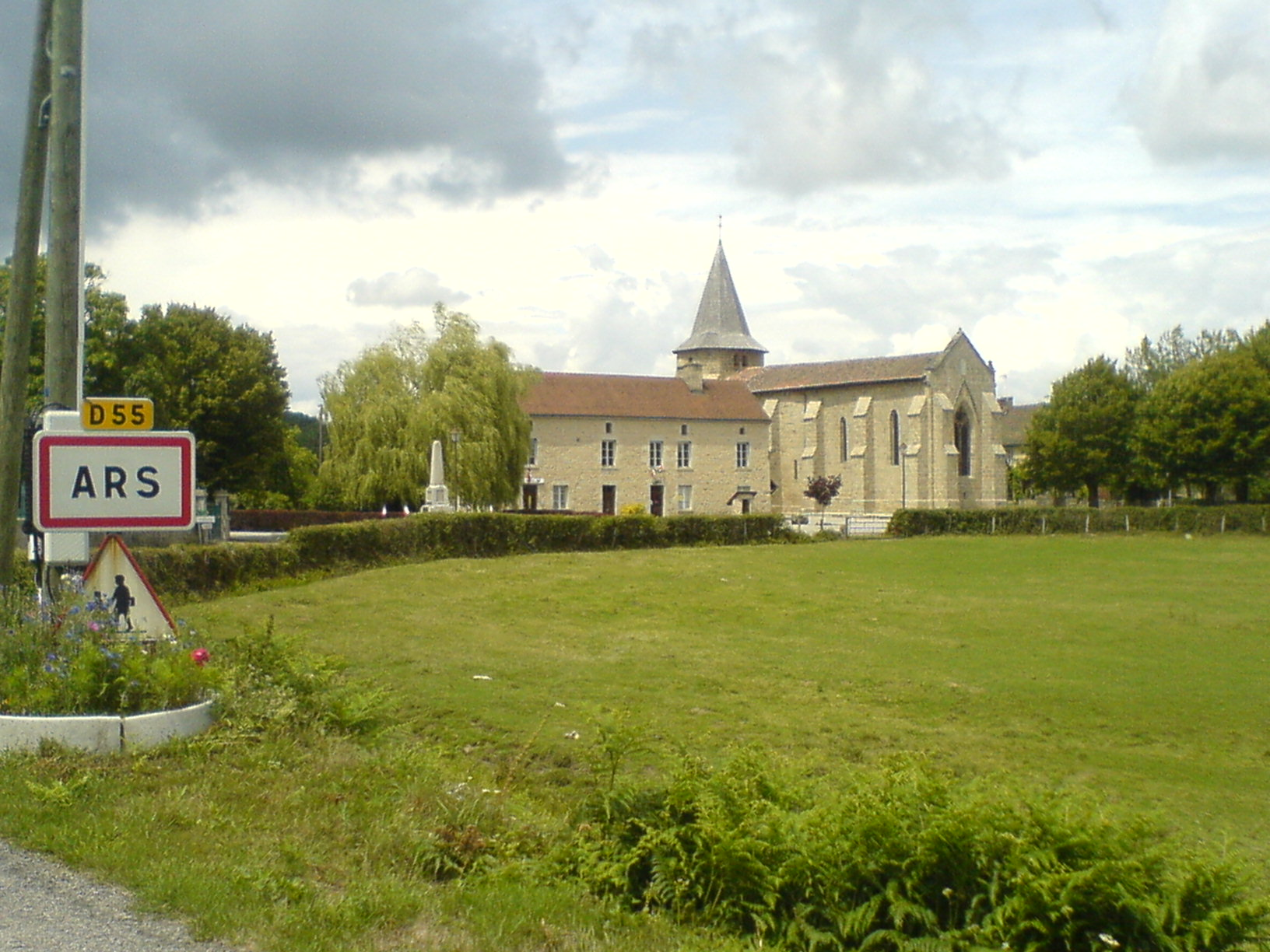
Village_d'Ars.jpg

Ars is een gemeente in het Franse departement Creuse (regio Nouvelle-Aquitaine) en telt 247 inwoners (1999). De plaats maakt deel uit van het arrondissement Aubusson.

## Geografie
De oppervlakte van Ars bedraagt 22,5 km², de bevolkingsdichtheid is 11,0 inwoners per km².
De onderstaande kaart toont de ligging van Ars (Creuse) met de belangrijkste infrastructuur en aangrenzende gemeenten.

## Demografie
Onderstaande figuur toont het verloop van het inwonertal (bron: INSEE-tellingen).